# Čaršija de Grocka
La čaršija de Grocka (en serbe cyrillique : Грочанска чаршија ; en serbe latin : Gročanska čaršija) est une ancienne čaršija située à Grocka, en Serbie, dans la municipalité de Grocka et sur le territoire de la ville de Belgrade. Construite au XIXe siècle, elle est inscrite sur la liste des entités spatiales historico-culturelles de grande importance de la république de Serbie, et sur la liste des biens culturels de la ville de Belgrade.
Une čaršija est un type de quartier caractéristique de l'époque ottomane et post-ottomane dans les Balkans.

## Présentation
La čaršija se trouve au centre de Grocka et s'étend le long le rue principale de la ville. Elle est constituée d'un certain nombre de maisons anciennes qui, à l'origine, étaient dotées de fonctions commerciales et résidentielles. L'ensemble est caractéristique de l'ambiance des petites villes du XIXe siècle en Serbie et constitue un conservatoire architectural des maisons traditionnelles de cette époque.